# モックルカールヴィ
モックルカールヴィ（メックルカルフィとも）(Mökkurkalfe)は、北欧神話に登場する、粘土で作られた人間である。身長は9ロスト（1ロストは4～5マイル。約57.9km～72.4km）で、脇の下が3ロスト（約19.3km～24.1km）であったとされている。別名としてミストカーフ(MistCalf)があるとされる。
『スノッリのエッダ』第二部『詩語法』において、次のような物語が伝えられている。
アース神トールと巨人のフルングニルが、国境であるグリョートトゥーナガルザル(Grjóttúnagarðar)で決闘をすることになった。仲間の巨人たちは最強のフルングニルがトールに斃されることを心配し、グリョートトゥーナガルザルにおいてこのモックルカールヴィを作ったが、体格に見合う大きな心臓として雌馬の心臓を持ってきた。しかしこの心臓はトールが現れると恐怖に震えた。モックルカールヴィ自身も、フルングニルの隣にいながら、トールを見ると失禁してしまった。
トールとフルングニルの戦いはトールの勝利に終わったが、トールはフルングニルの死体の下敷きとなって動けなくなった（詳細はフルングニルの項目を参照）。その間にシャールヴィがモックルカールヴィを襲い、あっさりと斃してしまった。
このモックルカールヴィ破壊のエピソードについては、『北欧の神話 神々と巨人のたたかい』（山室静、筑摩書房、1982年）66-67頁において、次のような推論があることが紹介されている。すなわち、神話はしばしば劇として上演されることがあり、この物語を上演する際にはフルングニルに見立てた土の人形をトールに扮した神官が破壊する場面があって、それが神話をまとめる過程でシャールヴィの活躍として神話に入り込んだのではないか、という解釈である。